# 徐淑香
徐淑香（韓語：서숙향），韓國電視劇編劇。

## 作品

### 電視劇
- 2005年：MBC《還生-NEXT》
- 2006年：KBS《再見先生》
- 2008年：MBC《大韓民國的律師》
- 2010年：MBC《Pasta》
- 2011年：KBS《浪漫小鎮》
- 2013年：MBC《韓國小姐》
- 2016年：SBS《嫉妒的化身》
- 2018年：SBS《油膩的Melo》
- 2024年：KBS《熨斗家庭》
- 2025年：tvN《問問星星吧》

## 外部連結
- NAVER搜索